# Kabalat Szabat
Kabalat Szabat (hebr. i jid. – קבלת שבת) – powitanie szabatu, praktykowane w  judaizmie, odbywające się w piątek wieczorem. Podczas uroczystości odśpiewane zostają niektóre psalmy, odczytywana jest Pieśń nad Pieśniami, zapalane są świece szabatowe, po czym odbywa się kolacja szabasowa.
W nurcie ortodoksyjnym judaizmu zapalenie świec odbyć się musi dokładnie w chwili, gdy zaczyna się szabat, tj. w momencie zachodu słońca. W judaizmie liberalnym i reformowanym czas Kabalat Szabat nie jest tak dokładnie określany.